# Debiteur
Een debiteur, juridisch schuldenaar, is een persoon die een verplichting heeft ten opzichte van een ander. Na het sluiten van een tweezijdige overeenkomst, maar voordat er prestaties zijn geleverd, zijn beide partijen meestal zowel schuldeiser als schuldenaar. Nadat de ene partij haar prestatie heeft geleverd en de andere nog niet, is de eerstgenoemde partij alleen schuldeiser en de andere alleen schuldenaar.
Een debiteur is bijvoorbeeld een klant die nog moet betalen. In de boekhouding is een debiteur een persoon of een bedrijf dat moet betalen voor geleverde goederen of diensten. 
In een groot bedrijf worden debiteuren op een speciaal deel van de financiële administratie behandeld, de zogenaamde debiteurenadministratie, die veelal overeenkomt met de klantadministratie. Een debiteur staat aan de linkerkant van een balans, de debetkant; de boekhouder gaat ervan uit dat de klant ook gaat betalen (en dat het bedrijf dus extra bezit (activa) krijgt).
Een debiteur wordt dubieus als het vermoeden bestaat dat de debiteur zijn schuld niet of slechts gedeeltelijk zal kunnen of willen betalen. In dit geval wordt hij overgeboekt op de rekening dubieuze debiteuren en zal er een dubieus verlies geschat worden. Na de eventuele (gedeeltelijke) betaling van de debiteur zullen deze rekeningen dan geregulariseerd worden.
Ondernemers hebben meerdere mogelijkheden om het risico dat niet betaald gaat worden, te verkleinen. Deze mogelijkheden zijn ruwweg in te delen in drie situaties. 
Situatie 1
Een nieuwe klant meldt zich. Afhankelijk van de grootte van de order of te leveren dienst heeft een ondernemer niet alleen de mogelijkheid bij de Kamer van Koophandel informatie in te winnen (als het om een bedrijf gaat), maar ook bij bedrijven die uitgebreide informatie kunnen leveren over andere bedrijven, inclusief financiële gegevens. Als de klant een particulier persoon is, zijn er eveneens mogelijkheden om zekerheid te verkrijgen, bijvoorbeeld door waarschuwingslijsten van incassobureaus. 
Situatie 2
De nieuwe klant heeft opdracht gegeven voor leveringen of diensten. Vastlegging van afspraken geeft duidelijkheid. Dit gaat dus niet alleen om de handtekening onder de opdrachtbevestiging, maar ook om telefoongesprekken, e-mails, faxen, enz. Boekhoudsoftware en ordersoftware zijn vaak uitgerust met notitievelden waar dergelijke gegevens kunnen worden vastgelegd.
Situatie 3
De diensten zijn verricht of de goederen zijn geleverd. Van tevoren zijn afspraken gemaakt over de facturering en de betaling, meestal geldt een betalingstermijn van 30 dagen. 
Op het moment dat de betaling niet op tijd is start het bel- en schrijftraject: eerst een telefoontje, waarbij de datum genoteerd wordt plus eventuele afspraken over de betaling. Als na een bepaalde tijd nog geen betaling binnen is, volgt de eerste brief waarin gerefereerd wordt aan de gemaakte afspraken en waarin een termijn wordt gesteld. Als na de aangezegde termijn nog geen betaling volgt, kan de tweede brief de deur uit welke minder vriendelijk van toon is en duidelijk maakt dat er consequenties volgen mocht de betaling uitblijven. 
Na het verstrijken van de in de tweede brief gestelde termijn kan brief 3 aangetekend weg. Hierin wordt de klant in gebreke gesteld, en wordt gemeld dat men derden zal inschakelen om de vordering alsnog te ontvangen. 
Onder 'derden' wordt verstaan een deurwaarder of een incassobureau. De kosten van derden kunnen aan de vordering van de klant worden toegevoegd, evenals de wettelijke rente. 
Als het inschakelen van derden niet leidt tot voldoening van de vordering is het nog mogelijk de klant te dagvaarden bij een kantonrechter. Vaak is dit niet meer nodig. 
Samenvattend kan gesteld worden dat ondernemers door consequent goed gestructureerd debiteurenbeheer en zorgvuldig bijgehouden klantdossiers verliezen door niet betalende klanten kunnen beperken. 
Tegenover de debiteuren staan de crediteur